# Звегинцов, Владимир Николаевич

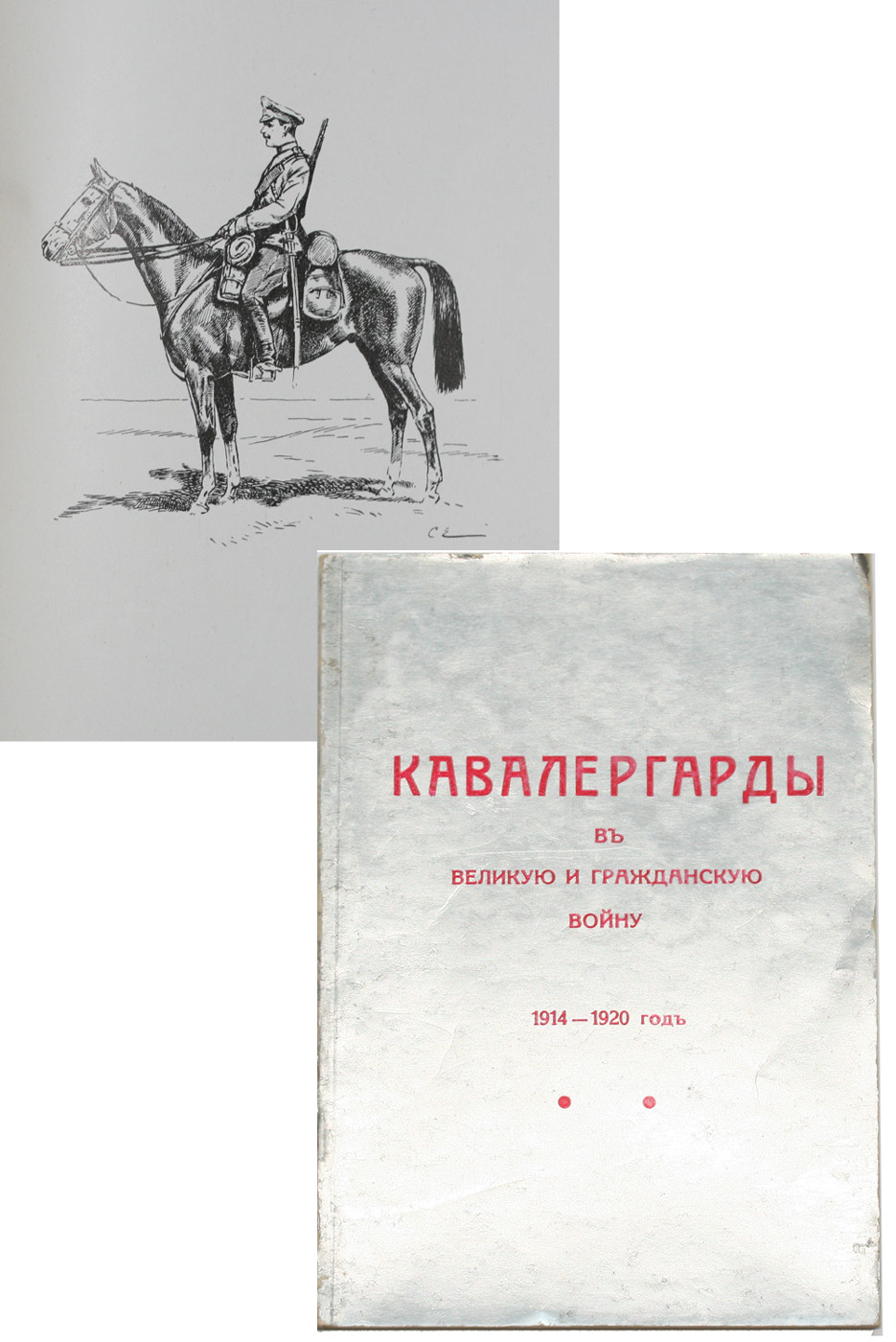
В. Н. Звегинцов. «Кавалергарды в Великую и Гражданскую войну» (Париж, 1936)

Владимир Николаевич Звегинцов (11 февраля 1891, Петровское-Звегинцово Новохопёрского уезда Воронежской губернии — 27 апреля 1973, Париж) — русский военный историк. Последний командир Кавалергардского полка, участник Белого движения.

## Биография
Происходил из старинного дворянского рода Воронежской губернии, имевшего девиз «Слову своему хозяин и раб». Отец — общественный и государственный деятель, действительный статский советник Н. А. Звегинцов.
По линии матери, Ольги Фёдоровны Андро (1844—1920), приходился праправнуком графа Александра Фёдоровича Ланжерона, новороссийского генерал-губернатора.
После окончания в 1910 г. Пажеского корпуса выпущен в Кавалергардский полк. Позже — по Управлению Государственного коннозаводства.
Участник первой мировой и гражданских войн.
Служил в чине ротмистра гвардии.
С 1918 г. — офицер Добровольческой армии и Вооружённых сил Юга России. Сперва — в финансово-экономическом комитете Крымского центра, с мая 1919 г. — адъютант штаба кавалерийской дивизии 3-го армейского корпуса в Крыму, затем в эскадроне Кавалергардского полка, с июня 1919 — начальник запасной и хозяйственной части в дивизионе Кавалергардского полка, с декабря 1919 г. — в Сводно-кирасирском полку.
Затем полковник Звегинцов — полковой командир Кавалергардского Ея Величества Государыни Императрицы Марии Феодоровны полка.
Весной 1920 г. командирован в Сербию. В ноябре 1920 года семья Звегинцовых эвакуировалась из Крыма и через Константинополь и Сербию прибыла в Италию. Затем переехала во Францию.
В эмиграции был членом объединения «Кавалергардская семья» (с 1953), в 1956 г. избран секретарём Совета старшин объединения. Участвовал в собраниях и ежегодных полковых праздниках «Кавалергардской семьи».
Вице-председатель Гвардейского объединения.
Автор труда «Кавалергарды в Великую и Гражданскую войну» (Париж, 1936).
С 1956 г. — редактор парижского издания «Вестника кавалергардской семьи», сотрудник журнала «Военная быль».
На его квартире во Франции хранился Георгиевский юбилейный штандарт Кавалергардского полка, вывезенный после революции офицерами полка за границу. После его смерти штандарт был передан в Музей Армии в Париже.
Умер в Париже и похоронен на кладбище Сент-Женевьев-де-Буа.

## Семья
1-й брак - с Анастасией Михайловной (урождённая Раевская) (1890—1963), - фрейлиной императрицы Александры Фёдоровны, во время гражданской войны работала сестрой милосердия в полевом госпитале.Дети: 
- В. В. Звегинцов (1914—1996), известный русский военный историк
- М. В. Звегинцов.

2-й брак — с Еленой Александровной (урождённая Вонлярлярская) (1888—1976).

## Сочинения
- Кавалергарды в великую и гражданскую войну 1914—1920 год. — Таллин, 1936.